# 2000 AA202
2000 AA202 är en asteroid i huvudbältet som upptäcktes den 9 januari 2000 av LINEAR i Socorro County, New Mexico.
Asteroiden har en diameter på ungefär 23 kilometer och den tillhör asteroidgruppen Bontekoe.